# Andrea Zinali
Andrea Zinali (Piombino, 3 de septiembre de 1969) es un deportista italiano que compitió en vela en la clase Mistral. Ganó una medalla de bronce en el Campeonato Mundial de Mistral de 1994.

## Palmarés internacional
| \| Campeonato Mundial \| Campeonato Mundial \| Campeonato Mundial \| Campeonato Mundial \| \| Año \| Lugar \| Medalla \| Clase \| \| ------------------ \| ------------------ \| ------------------ \| ------------------ \| \| 1994 \| Gimli (Canadá) \| Medalla de bronce \| Mistral \| |                |                   |         |
| Campeonato Mundial |                |                   |         |
| Año | Lugar          | Medalla           | Clase   |
| 1994 | Gimli (Canadá) | Medalla de bronce | Mistral |